# Пиротски говор
Пиротски говор спада у Тимочко-лужнички дијалекат, белопаланачко-пиротског поддијалекта.
То је говор града Пирота и села у његовом окружењу у градским границама. „У оквиру наведеног подручја уочавају се веће или мање разлике између говора са десне стране Нишаве (говор села у подножју Видлича, у Високу и Буџаку), који су по много чему блиски тимочким говорима и говора села са леве стране Нишаве, који су блиски говорима Лужнице.“

## Гласовне промене и систем
Гласовни систем пиротског говора има осам вокала. То су: а, о, у, е, и, полувокал ь, вокално л и вокално р. Консонаната има 24, с тим што не постоје консонанти х и ф, а јавља се консонант-африката дз (ѕ). Гласови пиротског говора по звуковној вредности углавном су исти са гласовима стандардног језика, али су вокали а, о, у, и, е без квантитативних и квалитативних обележја (дугих и кратких, односно силазних и узлазних), док је изговор гласа ћ знатно мекши.
Полувокал је овде обележен знаком ь а африката се обележава спојем слова д и з (дз) или латиничим словом s.

### Вокалске појаве

#### Полугласник
Постојање полугласника и његова широка употреба је једна од најкарактеристичнијих особина пиротског говора. Добивен је још у преисторијској епоси. Изједначавањем два стара прасловенска полугласника, тврдог и меког јер, он је крајем 13. и почетком 14. века подлегао процесу вокализације и у говору који чини основицу српског књижевног језика прешао у вокал а. Међутим, у говору Пирота до његове вокализације није дошло и он је остао у употреби до данас.
Полугласник може стојати (наглашени вокал је подвучен): 
- у коренима речи: дьн, сьн, льк, тьвно, тьнко, Пьклешица;
- у основи и наставцима: веньц, јечьм, кольц, овьс, остьн, опьньк, студеньц, чичьк, Крупьц;
- у префиксима: вьздьн, изьткајем, сьберем, сьвијем, сьсвим;
- у наставцима за деминутиве: брестьк, вирчьк, вршьк, гласьк, коматьк, крстьк, путьк;
- у радном глаголском придеву мушког рода једнине: дигьл, могьл, опекьл, пресекьл, дошьл, рекьл;
- у номинативу једнине именица мушког рода на сугласник када су са постпозитивном заменицом (чланом): зетьт, зубьт, камикьт, мужьт, човекьт (те именице су у овом случају у значењу одређеног вида).

Полугласник може бити акцентован (веньц, дьњу, бьчва, лько, опьнци, покровьц, удовьц, Градьшница), или неакцентован (дьска, благдьн, мьгла, кладеньц, јестьче, јутредьн, письмце, цьвти, Бьзовик).
Када долази до вокализације полугласника, он прелази у вокал а: момьк > момак, мьзга > мазга, стручьк > стручак, остьн > остан, тьньк > танак, Сьрльк > Сарлак. У малом броју случајева он може прећи и у друге вокале: ь > е: јьрьм > јерьм, зајьм > зајем, залчьк > залчек (залогајчић), рьжьњ > режьњ, сврдьл > сврдел; ь > и: арпаџьк > арпаџик, капиџьк > капиџик; ь > о: бьцка > боцка, сьбор > собор, мртьвьц > мртовьц, сьплитка > соплитка; ь > у: забьши > забуши, гьжви се > гужви се, кадьна > кадуна, кальп > калуп, сандьк > сандук. У овоме не треба видети искључиво питање вишеструке вокализације полугласника, већ различите појаве асимилационе или аналошке природе: јь > је, чь > че, рь > ре, ьб > об, ьв > ов (свредел као свртел) и сл, а у неким случајевима може се радити и о поремећају односа примаран: секундаран (као у речима кадуна, калуп, гужви и сл.)
У речима турског порекла и домаћим речима са завршетком на -лук, образованим по угледу на турске, уместо вокала у јавља се полугласник: ајлук – ајльк, аргатлук – аргатльк, резилук – резильк, калабалук – калабальк, домазлук – домазльк, душманлук – душманльк, пијалук – пијальк.
Непостојаном а у књижевном језику одговара непостојани полугласник у пиротском: венац – веньц, ован – овьн, шиљак – шиљьк, попак – попьк.
Полугласник не може стојати на почетку речи. Изузетак је реч ьнћам (хуњкати) и речи од ње постале (ьнћав, ьнћање, ьнћало).
Он не може стојати ни на крају речи. Изузеци су само речи дь (дах), пь (пух) и мь (маховина, прах који се у воденици ствара при млевењу жита). Узвик тькь-тькь којим се вабе кокоши има на крају полугласник који се јасно изговара. Постоји и узвик тьк-тьк без полугласника на крају.

#### Вокалнол
Вокално л настало је од прасловенских гласовних група ль, ль или ьл, ьл када су се налазиле у почетку речи или између консонаната. Крајем 13. и почетком 14. века у српском језику прешло је у вокал у (влк > вук, плн > пун, клне > куне), а у неким покрајинским говорима остало је непромењено. До замене вокалног л вокалом у дошло је због његове сонантске природе и сличности артикулације ова два гласа. У пиротском говору вокално л се у свом првобитном облику сачувало до данас. Оно је саставни део његовог гласовног система, изговара се изразито, увек стоји између консонаната, а никад на почетку и на крају речи.
Вокално л може бити носилац слога (длг, вл-на, гл-та, кл-нем, кл-чи-на, мл-зем, пл-но), под акцентом (жл-чка, слн-це, пл-тен, тл-чник) и испред или иза акцентованог слога (длбок, клне, жлтица, слнчоглед, јаблка, најдлбок, заглта, намлзе).

#### Вокалнор
Вокално р у пиротском говору има исту вредност и функцију као и у стандардном језику. Као сонант, због своје сонорности, осим консонантске, може имати и вокалску улогу. Вокал бива када се налази на почетку речи испред консонанта (рж, рџа, рза, ртка, Ржана, Рсовци) или у средини речи између два консонанта (крс, прс, врз, врџак, јетрва, пртен, топрв, оврл, умрл, чекрк).
Вокално р се никада не јавља иза палаталних сугласника (ј, ђ, ћ, ж, ш, љ, њ, ч, џ) нити иза сонаната л и н.

#### Рефлекси јата
Прасловенски глас јат, који је у говорима српског језика замењен вокалима е, и или групом је (ије), на основу чега су наречја добила своја имена (екавско, икавско, јекавско), у говору Пирота, као и у другим говорима источне и југоисточне Србије, замењен је вокалом е, те је пиротски говор доследно екавски (несьм, неси, неје, несмо, несте, несу итд.)

#### Покретни вокали
Покретни вокали се налазе на крају појединих категорија речи и доводе до стварања њихових дужих облика. Као покретни могу се наћи сви вокали, изузев вокала у. Њихова употреба је факултативна. Има их код заменица: мен – мене, твојег – твојега, овај – оваја, теј – теја; придева: доброг – доброга, големог – големога, селског – селскога, жениног – женинога; бројева: једног – једнога, првог – првога, двајестог – двајестога; прилога: сьг – сьга, тув – тува, јучер – јучера, озгор – озгоре, овам – овамо; предлога: без – бези, из – изи, код – коди, испод – исподи; свеза: ил – или, јал – јали.

#### Замена вокала
Вокали су у пиротском говору лабавије артикулације и покретљивији, због чега може доћи до њихове замене другим вокалима. То бива када се испред или иза њих нађу палатали ј, љ, њ, ч, џ, ж, ш, лабијали б, п, в, м, алвеолари р, л, н или велар к. Том приликом се артикулација вокала управља према артикулацији суседних консонаната, врши се њихова асимилација, због чега долази до губљења једних, а на њиховом месту до појаве других вокала.
Примери замене:
- а > е: бројенице, газдерица, гребуља, јестьк, јеглика, јеребица, качемак, петлиџан, ржен, требе, чес (част), ћеремида, шајек; а > о: могаре, собор, соплита се, чорапе; а > и: свирим;
- е > а: блаји, зајтин, шашир; е > и: препридам, прелитам, расплитам, претрисам, смитам, придвечер, шићер; е > о: задњо, крњо, огњови;
- и > а: шамшир; и > е: менђуше, мерише, меруђија (мирођија), летурђија, прелева се;
- о > а: апатека, банбона, квачка, матика, мађилка, овака; о > е: еве, ене, добре (добро): о > у: армуника, доктур, путувал;
- у > е: славеј; у > и: запишим (затиснем), пљискам; у > о: омесим, омијем, оштипем.[2]

### Консонантске појаве

#### Консонантф
Консонант ф није стари словенски глас. Он је у гласовни систем српског језика ушао са речима из грчког и турског, а затим и из европских језика, особито из немачког. У пиротском говору се замењује консонантом в, са којим је по артикулацији најсроднији: вајда, вењер, витиљ, вилдан, вишек, вурунџија, кувер, каве, вијока, трендавил, варба, влаша, кова, Вилип, Јосив, Тривун, Совија, Чивлик.
У новије време и код нових генерација та замена је све ређа, а употреба ф са мноштвом примљених речи из европских језика све шира: фотеља, софа, фрижидер, нафта, фактура, филијала, шеф, штоф.
Осим примљеног, консонант ф је створен и у нашем гласовном систему и то у ономатопејским речима (фу, фију, фр, фркће), као и у узвицима оф, уф и сл.
Сугласнича група хв, која у неким нашим говорима прелази у ф (фала), у пиротском говору губи х, а в остаје непромењено: хвала > вала, хвалим > валим, ухватим > уватим.

#### Консонантх
Глас х је струјни безвучни консонант који се изговара као једва чујни шум, због чега се лако губи. Било га је у прасловенском, у старословенском и у свим говорима српског језика. Почев од 16. века почело је његово губљење, које је, по А. Белићу, завршено средином 18. века, задржавајући се само местимично у неким деловима Црне Горе и у Боки Которској (Вук Караџић га је увео у своју азбуку 1836. године).
У пиротском говору гласа х нема. Међутим, да га је било до половине 18. века А. Белић потврђује једним записом из 1792. године, нађеним у Манастиру Светог Ђорђа код села Темске у близини Пирота, у коме се, поред црта локалног говора, у реченици „Насадихмо лозје на Бегов мост“ налази графија за глас х. Ова Белићева тврдња може да буде и оповргнута чињеницом да писац ове реченице (вероватно неки калуђер) може да потиче из средине где је х у употреби или да је био под утицајем старословенског језика.
Консонант х се у пиротском говору губи:
- у почетку речи: ајде, ајем, ан, аљина, артија, аџија, валим, ватим, иљадо, леб, ладовина, одим, очу, раним, растовина;
- у средини речи: граорица, греота, маовина, меови, врови, заоди, снаа, повалим, уватим, нараним;
- на крају речи: вр, Вла, гре, стра, сирома, одма, дојдо.

Осим губљења, х се често замењује:
- гласом в: глув, сув, кожув, очув, уво;
- гласом ј: дреја, мејур, мејана, смеј, стреја, тијо, чоја, пејар, Мијаил;
- гласом к: кодник, пазука, плек, Кристина, Микаил, Тикомир.[2]

#### Консонантдз(ѕ)
У пиротском говору постоји консонант дз (s), глас који у себи садржи елементе праскавог д и струјног з гласа. У српском књижевном говору не постоји, те у званичном ћириличном и латиничном правопису нема знака за његово обележавање. А кад то треба чинити, обележава се спојем слова д и з (дз) или латиничним словом s. Потиче из прасловенског језика као резултат друге и треће палатализације. Током времена долазило је до његове замене сугласником з, али та замена није у потпуности извршена, те се он и данас налази у покрајинским говорима, особито у говорима источне и југоисточне Србије, као и у црногорским и херцеговачким. 3 У пиротском говору ретко се чује, и то код старих и језички најконзервативнијих људи, а код младих у шатро језику (бандзов, дзиндзов).
Глас дз (s) се јавља у почетку и средини речи, а никад на крају: sадњи, sвери се, sверка, sвоньц, sебнем, sигулка, sифт, sинsуљћа, sумба, sркало, sьвни, дисаsи, заструsи, заsрта, наsад, канsьр, паланsа, проsира се, кленsи се, упреsа, устрsа, ленsи се, наsадица.
Свако дз (s) може бити замењено консонантом з: зверка, заструзи, назадица.

#### Невокализован сонантл
Сонант л, који се током историјског развитка српског језика нашао на крају речи или слога, почео је пред крај 14. и почетком 15. века да се замењује вокалом о, тако да су се од речи дел, дебел, весел, делба, пепел, селце добили облици део, дебео, деоба, пепео, сеоце. До овога процеса у пиротском говору није дошло тако да се л на крају речи и слога и данас чува.
Прелазак л у о у стандардном језику није у потпуности спроведен, те у многим речима, особито страним, остаје у употреби: генерал, журнал, карневал, мантил, бокал, регал, пенал.

#### Јотовање
Јотовање, као процес промене непалаталних сугласника у палаталне под утицајем и заједно са сонантом ј (јотом), особина је српског језика која се у њему доследно врши. Пиротски говор није у потпуности захваћен овом променом, те у њему има гласова и гласовних група код којих она није извршена. Одсуство јотовања се јавља у:
- именица: снопје, конопје, робје, дрвје, здравје, грмје, лисје, грозје;
- придева: дивји, жабји, кравји, рибји;
- глаголских именица: жалење, мислење, палење, китење, частење, вадење, садење, месење, носење, газење, мазење;
- трпних глаголских придева: дробен, заробен, улубен, правен, заглавен, примамен, одселен, поделен, упален, месен, покосен, угазен, размазен, поразен, зараден, роден, ослободен, крстен, упропастен;
- у групи сугласника јд: дојде, најде, зајде, пројде, снајде се.[2]

#### Палатализовање консонанатак,гил,н
Палатализација, као гласовна промена асимилационог карактера при којој се велари к, г и сонанти л, н у додиру са палаталним вокалима е, и умекшавају, односно прелазе у палатале, у пиротском говору је много чешћа него у стандардном.
Када се велари к, г нађу испред вокала е, и они се палатализују – к прелази у ћ, г у ђ:
- ке > ће: вочке > вочће, друшке > друшће, жетварке > жетварће, девојке > девојће, кокошке > кокошће, муке > муће, руке > руће, сучке > сучће, унуке > унуће, трмке > трмће, жлчке > жлчће;
- ки > ћи: братски > братсћи, китке > ћитће, киша > ћиша, киселица > ћиселица, кирија > ћирија, селски > селсћи, сваки > сваћи, пиротски > пиротсћи;
- ге > ђе: вериге > вериђе, дуге > дуђе, залоге > залође, преперуге > преперуђе, слуге > слуђе, црге > црђе;
- ги > ђи: благи > блађи, богиње > бођиње, други > друђи, длги > длђи, глогиње > глођиње, гижа > ђижа, гиздав > ђиздав, зенгија > зенђија.

До прелаза к у ћ долази и кад се к нађе иза палатала ј, љ, њ:
- јк > јћ: девојка > девојћа, мајка > мајћа, снајка > снајћа, сојка > сојћа, ујка > ујћа, Јеврејка > Јеврејћа;
- љк > љћ: буваљка > буваљћа, врзољка > врзољћа, жељка > жељћа, љуљка > љуљћа, кудељка > кудељћа, прзаљка > прзаљћа;
- њк > њћ: дуњка > дуњћа, рњка > рњћа (ноздрва), седењка > седењћа.

Када се сонанти л, н нађу испред палатала ћ, ђ који су постали од к, г испред вокала е, и, они се палатализују – л прелази у љ, н у њ: алке > алће > аљће, болке > болће > бољће, банке > банће > бањће, санке > санће > сањће, дренка > дренће > дрењће, виронга > виронђе > вироњђе, штранге > штранђе > штрањђе, длги > длђи > дљђи, зенгија > зенђија > зењђија, Пирочанке > Пирочанће > Пирочањће.
Сонанти л, н могу прећи у љ, њ и кад се нађу испред вокала е, и: жлеб > жљеб, гнездало > гњездало, калиште > каљиште, полевам > пољевам, голиштар > гољиштар, панталоне > панталоње.

#### Групест,зд,шт,ждна крају речи
Појава губљења крајњег експлозивног сугласника у групама ст, зд, шт, жд када се нађу на крају речи особина је пиротског говора које има у именица, придева и бројева: болес, гос, жалос, крс, лис, младос, мос, пос, плас, рас, пус, тлс, цврс, шес, дванајес, ваљувес, ваклес, невеш, приш, дьж, чуж, гроз.
Када се од речи код којих је крајњи сугласник из ових група отпао граде падежни или множински облици, други родови или нове речи, те се ове групе не налазе на крају речи, онда оне остају непромењене: мост > мос > мостови, пласт > плас > пластови, чист > чис > чисти, шест > шес > шестина, грозд > гроз > гроздови, вешт > веш > вештина, пришт > приш > приштеви, чужд > чуж > чужди, дьжд > дьж > дьждови.
Ако се од именица са групом -ст на крају граде придеви са наставком -ан, онда се група -ст не успоставља, већ се грађење врши без сугласника -т: болест > болес > болесан, жалост > жалос > жалосан, маст > мас > масан, пост > пос > посан.
Код облика јесте, 3. л. једнине презента помоћног глагола јесам, кад се употребљава као потврдна речца, отпадају крајњи вокал и сугласник т, те се добије облик јес: – Јес, право кажеш! На исти начин од речи зашто добија се краћи облик заш: – Заш ме, бре синко, не послуша!

#### Замена консонанатаћ,ђконсонантимач,џ
Особина пиротског говора је и појава замене консонаната ћ, ђ, који су постали од прасловенских група тј, дј, консонантима ч, џ.
Пиротски говор је једини међу покрајинским говорима српског језика у коме до ове замене долази.
Примери: 
- ћ > ч: Божич, вочка, вреча, ночу, нечу, очу, свеча, плачам, сечам се, синоч, черка, помоч, плечка, че (ће), сестричич, Сречко, Пирочанин;
- ђ > џ: веџе, буџав, виџам се, граџанин, краџа, маџије, меџа, панаџур, раџа, преџа, риџ, цеџ, разграџује, Џурџевдьн, погаџам, нареџујем, расаџује, колеџанин, подмлаџује се, глеџ.

Ова замена није обухватила све речи које садрже консонанте ћ и ђ, јер су се многе од њих појавиле или ушле у наш језик после извршеног процеса замене: ћуба, ћерпич, ћуп, ћуприја, ћутук, ђак, ђидија, ђувеч, ђавол, ђубре, ђул.
Осим ове замене, и других замена и промена до којих долази фонетским законитостима овога говора (јотовања, асимилације по звучности и др.), постоје и замене које се јављају као посебни случајеви: б > в: ваврика; в > ј: напрајим, остајим; д > г: загњи, глето, Гмитар; д > т: комат; д > џ: досаџа, забаџам; ж > џ: џандар, веџба; з > ж: чижме, рогожа; ј > в: одвива, савивам, разбивам; л > н: манечьк (малечак); љ > к: тркам (трљам); м > в: тьвно, тьвница, тавњан, питован (питом), гувно; м > н: багрен, отнем, узнем, џеран (ђерам), песнопојац; н > л: млого; њ > ј: тамјан; њ > н: венер, гнило, Гнилен, крн, истьним (истањим); п > в: васуљ; пс > пц: пцето, пцује, липцотина; с > ш: чешма, шушеница; т > к: пекља; т > ц: црешња; т > ч: башча; ћ > к: спанак; ч > ц: цврсто; ш > с: остро, острило, друство; ш > ч: пченица, липче.

### Остале гласовне промене

#### Редукција вокала
Редукција вокала или слога је честа појава. До ње долази због фонетских или акценатских разлога, или услед брзог говора.
Редукција се јавља: 
- на почетку речи (афереза): торник, двокат, Ранђел, Талијан, Мериканац, зенђија, скоруша, кво (какво работиш), ли (ели ме обичаш), ве га (еве га).
- у средини речи (синкопа): видла сам, забравил је (заборавио је), зажмим (зажмурим), извинте, станте, беште, готвим (готовим), ото (отидох), четри, колко, толко.
- на крају речи (апокопа): мож ли, чек нас, држ се, оч ли (очеш ли), копај у длбин (у дубину), иди у планин, пет стотин динара, заш (зашто), ај (ајде), неч (нечу), јес (јесте), ка (када), мен (мене).[2]

#### Метатеза
Метатеза, појава мењања места гласова или слогова у једној речи, налази се и у овом говору: артија – ратија, беневреци – бревенеци, гавран – гарван, заборави – забовари, живовлак – жиловлак (биљка), караула – калаура, коприва – покрива, куршум – крушум, портокал – протокал (поморанџа), пладнује – пландује, сване – сьвне, Копривштица – Покривштица.

## Акценат
Уместо књижевне четвороакценатске системе постоји једноакценатска, карактеристична и за друге говоре источне и југоисточне Србије. Пиротски акценат је по својим особинама најближи краткосилазном акценту књижевног језика, само без његове силазне линије, те се његовим знаком може и обележити. За овај акценат је уведен нов акценатски знак, у виду усправне цртице ( | ). Са једносложних или двосложних именица акценат може прелазити на предлоге који стоје испред њих (на проклитике), при чему долази до спајања именица и предлога у акценатску целину, која се изговара као једна реч, а тиме и до образовања речи (синтагми) које добијају прилошко значење или постају прави прилози. 

## Речи и њихови облици
Деклинациони систем пиротског говора је знатно упрошћен. У њему постоје само два падежна облика, номинатив (независни casus rectus) и акузатив (зависни или општи, casus generalis), који самостално или уз помоћ предлога исказују све падежне функције. Сем ова два, постоји и вокатив као самостални облик. 

### Именице
Именице мушког рода у пиротском говору, као и у књижевном, завршавају се на сугласник или на самогласнике а, о, е (син, Илија, Јанко, Павле), женског рода на самогласник а или сугласник (жена, реч) и средњег рода на самогласнике о или е (село, поље). 
Именице мушког рода на сугласник које казују имена чега неживог (зуб) имају у једнини облик акузатива једнак са обликом номинатива, те се њихова промена, формално, своди само на 1 падежни облик: 1. зуб 2. од зуб 3. на зуб 4. зуб 6. сас зуб 7. оди зуб (предлог оди у локативу има значење предлога о). 
Именице мушког рода на сугласник и самогласник о које означавају имена чега живог имају у једнини два падежна облика: номинативни и акузативни. Акузативним обликом исказују се, сем номинативног, значења свих осталих падежа: 1. син, Јанко 2. од сина, од Јанка 3. на сина, на Јанка 4. сина, Јанка 6. сас сина, сас Јанка 7. оди сина, оди Јанка. 
Наставак за множину ових двеју група именица за све падеже је вокал -и: 1. зуби, синови 2. од зуби, од синови 3. на зуби, на синови 4. зуби, синови 6. сас зуби, сас синови 7. оди зуби, оди синови. 
Осим наставка -и, као множински, постоје и наставци -е и -је. 
Наставак -е се јавља: 
- код именица мушких лица која врше неку радњу и завршавају се на -ар или -ач: бачијаре, воденичаре, гајдаре, дрваре, жетваре, дрндаре, кулучаре, овчаре, опанчаре, коледаре, звонаре, лозјаре, седларе, козаре, пударе, кокошкаре, врзаче (који везују руковети жита у снопове), готваче (који готове јела), деначе (који дену сено или сламу);
- код неких имена предмета: дуваре, самаре, јуларе, витиље, врзоље, мозуље, парцање, бьцкоље, дрнбоље, ркоље, цивкоље, вилџање, краваје, крпоље, пашкуље, пьцкоље, жьмбоље;
- код неких именица чија се основа проширује наставцима -ов или -ев: волове, градове, греове, врове, дудове, ђулове, снопове, судове, зетове, кметове, лебове, пулове, ридове, рогове, чукове, ножеве, краљеве, пужеве, кључеве.

У овој групи именица преовладава утицај књижевног језика, те се у њима као множински наставак јавља и вокал и: волови, градови, греови, ђулови, снопови, кметови, кључеви. 
Наставак -је имају: 
- именице на сугласник код којих се не врши јотовање (голубје, мужје, касапје, пандурје, ћилимје) и оне са јотовањем (аршин > аршин-је > аршиње, астал > астал-је > астаље, казан > казан-је > казање, тупан > тупан-је > тупање);
- именице са наставком -ин, који у номинативу множине отпада, после чега се врши јотовање: варошанин > варошан-је > варошање, госјанин > госјан-је > госјање, граџанин > граџан-је > граџање, Београџанин > Београџан-је > Београџање, Пирочанин > Пирочан-је > Пирочање.

Наставаком -је од именица мушког рода на сугласник граде се збирне именице: гост > гос > госје, грозд > гроз > грозје, дуб > дубје, брест > брес > бресје, лист > лис > лисје, трс > трсје, цер > церје, роб > робје, сноп > снопје.
Лична имена мушког рода типа Гаврило, Данило јављају се у номинативу без крајњег о: Гаврил, Данил, Манојил, Мијаил, Момчил, Теовил.
Именице камен, кремен, пламен, црв јављају се у облицима камик, кремик, пламик, црвик, у множини камици (збирна камање), кремици, пламици, црвици (збирна црвје). Именице лакат, нокат у једнини гласе лак, нок, а у множини лактови, нокти.
Именице мушког рода на -а у једнини имају два падежна облика, номинатив и акузатив, а у множини само номинатив: 1. судија, судије 2. од судију, од судије 3. на судију, на судије 4. судију, судије 6. сас судију, сас судије. Вокатив: судијо, судије.
Облици множине именица башта (отац), деда, чича, ућа, гласе баштеве, дедеве, чичеве, ућеве (од добри баштеве и деца добра). Међу личним именима постојала су имена оваквог облика: Анђелаћија, Василаћија, Димитраћија, Петраћија, Ристаћија, Ставрија, Ставраћија, Тодораћија. Лична имена типа Благоје, Видоје овде су на -а: Благоја, Видоја, Димитрија, Милоја, Никодија, Станоја, Танасија, Ђорђија.
Од скраћених или деминутивно хипокористичких облика личних имена мушког рода на -а (Бонча, Манча) образују се презимена којих у другим говорним подручјима нема или су малобројна: Бончић, Вацић, Војчић, Ганчић, Гоцић, Гошић, Денчић, Динић, Динчић, Денчић, Ђелић, Игић, Јанчић, Јончић, Коцић, Лечић, Лилић, Мадић, Манић, Манчић, Минчић, Млаџић, Ненић, Ненчић, Нецић, Нинчић, Панић, Панчић, Пенчић, Пејчић, Пешић, Потић, Ранчић, Станчић, Ставрић, Танчић, Тончић, Толић, Ценић, Цолић, Џунић. 
Именице женског рода са наставком -а имају у једнини два падежа, номинатив и акузатив, а у множини само номинатив: 1. жена, жене 2. од жену, од жене 3. на жену, на жене 4. жену, жене 6. сас жену, сас жене 7. оди жену, оди жене. 
Именице женског рода на сугласник имају за све падеже једнине и множине само номинативни облик: 1. реч, речи 2. од реч, од речи 3. на реч, на речи 4. реч, речи 6. сас реч, сас речи 7. оди реч, оди речи. 
У пиротском говору честе су именице женског рода с наставцима -ија, -иња, -ча: 
- баштинија, благословија, босотија, бутанија, грозотија, јевтинија, лошотија, олькшија, направија, потресија, проклетија, расправија, скупотија, слободија, сиромаштија, трговија;
- благотиња, големиња, лепотиња, младиња, проклетиња, убавиња;
- босоча, глувоча, голоча, лудоча, льсноча, просточа, пусточа, тесноча, тескоча.

Именице средњег рода имају и у једнини и у множини све падеже једнаке номинативу: 1. село, села 2. од село, од села 3. на село, на села 4. село, села 6. сас село, сас села 7. оди село, оди села.
У овом говору нема збирних именица на -ад (пилад, јагњад). Уместо њих јављају се облици са наставцима -ишта и -ина: пилишта, јагњишта, магаришта, телчина, прашчина, ждребетина, шиљежина. Тај облик као и им. деца значи и множину. (Имам си деца).
Глаголске именице, постале од глагола који се у 1. лицу једнине презента завршавају на -ујем (врзујем, газдујем) образују се наставком -ување: врзување, газдување, радување, доткавување, мукување, питување, страување, срамување, гостување, јадување.
Именице деминутивног карактера су у говору Пирота у живој употреби. Оне су најчешће хипокористичног значења, те говору дају осећајности и топлине. Имају различите наставке, оне из књижевног језика, али и посебне.
Наставци за деминутиве мушког рода су: 
- -ьк: брестьк, вршьк, гласьк, градьк, домьк, класьк, крстьк, листьк, прстьк, путьк, лучьк, оризьк;
- -чьк: долчьк > долчичи, вирчьк > вирчичи, колчьк > колчичи, пулчьк > пулчичи, стрнчьк > стрнчичи;
- -чек: ашовчек > ашовчичи, врзољчек > врзољчичи, камчек > камчичи, каменчек > каменчичи, катанчек > катанчичи, опьнчек > опьнчичи, поганчек > поганчичи, прстенчек > прстенчичи, тупанчек > тупанчичи, зејтинчек, лучек, оришчек, пиперчек.

Деминутиви женског рода имају наставке: 
- -ка: грмутка > грмутће, канурка > канурће, кошчинка > кошчинће, мешинка > мешинће, ћеремитка > ћеремитће, рукатка > рукатће, чорапка > чорапће;
- -чка: баничка > баничће, брадичка > брадичће, воденичка > воденичће, врзаничка > врзаничће, ложичка > ложичће, главичка > главичће,  жлтичка > жлтичће, матичка > матичће, коричка > коричће, кљуничка > кљуничће, паничка > паничће, столичка > столичће, рукавичка > рукавичће, погачка > погачће;
- -шка: кутишка > кутишће, преперушка > преперушће.

Наставци деминутива за средњи род су: 
- -ле: котле > котлетија  (котлетића), петле > петлетија (петлетића), трупле > труплетија (труплетића), џакле > џаклетија (џаклетића), братле, мужле, ножле, носле;
- -че: дудуче > дудучетија, кравајче > кравајчетија, јестьче > јестьчетија, кожувче > кожувчетија, царче > царчетија, каче > качетија, маче > мачетија, клупче > клупчетија, ћупче > ћупчетија, шамиче > шамичетија;
- -е: крошње > крошњетија (крошњетића), стовне > стовнетија (стовнетића), бебе > бебетија (бебетића).

Кад се деминутивима средњег рода на -ле, -че и -е дода наставак -енце, добија се још један деминутивни облик – деминутив деминутива (деминутив другог ступња): котле > котленце, носле > носленце, петле > петленце, кравајче > кравајченце, јестьче > јестьченце, ћупче > ћупченце, крошње > крошњенце, стовне > стовненце.

### Заменице
Падежни облици заменица првог лица ја јесу: ген. мен(е) (од мен(е) аир нема); дат. мен(е), ми (на мене је дала, мен ми ништа не требе, што че ми паре); акуз. мен(е), ме (нема лек за мене, од мен се не надај, деца ме не слушају); инстр. мен(е) (сас мене иде, с мен си друшће шегу бију); лок. мен(е) (у мен се нешто преврну, оди мене се свашта прича (предлог оди овде има значење предлога о). Заменица ти има ове облике: ген. теб(е) (од тебе сам дигал руће); дат. теб(е), ти (на тебе несу ништа пратили, теб че дадем, право че ти кажем); акуз. теб(е), те (тебе гледа, теб ли најдоше, нече те оставимо); инстр. тебе (сас тебе како сас брата, с тебе идем); лок. тебе (у тебе ми је спас, оди тебе се прича). Заменице он и оно имају облике: ген. њег(а) (бегај од њега); дат. њему, му или уз помоћ акузатива њег(а) као и остали падежи (сво имање је на њега оставил, њему се моли, че му кажем); акуз. њег(а), га (преди њега погача, зарад њег си коња дадо, виџевам га често); инстр. њег(а) (с њег се више не може); лок. њег (у њега је зло). Облици заменица она су: ген. њу (од њу се чувај), дат. њој, вој, њу, ву, од којих је њој акценатско, а остали су енклитички (њој сам дужан, че вој пишем, че њу кажем истину, не иде ву се с њег); акуз. њу, ђу, од којих је први акценатски а други енклитички (њу обичам (волим), обичам ђу, не мож ђу излече); инстр. њу (с њу смо роднина); лок. њу (оди њу ми више не причај). 

Заменица ми има у првом падежу и облике мије и није, који су веома ретки (мије смо с њега исписници, није смо из Лукању); ген. нас (од нас се много тражи), дат. нас, ни (на нас дадоше, дадоше ни, кажете ни лек); акуз. нас, ни (нас нече ни да чују, кој че ни рани, че ни побију); инстр. нас (с нас че иде); лок. нас (оди нас не рекоше ништа). Заменица ви има у номинативу и облик вије, веома редак (и вије сте сељаци, вије се само карате); ген. вас (од вас смо по богати); дат. акценатски облик вас, енклитички ви (на вас не дадоше, че ви помогнемо, срећна ви слава); акуз. вас, ви (вас гледају, нечу да ви льжем, видели су ви); инстр. вас (с вас смо пријатељи); лок. вас (оди вас пишу новине). Заменице они, оне, она имају једнаке облике за сва три рода; ген. њи (од њи смо позајмили); дат. њим, им, њи (да њим платимо, че им дадемо, на њи никој ништа не може, и на њи че дојде црни петак); акуз. њи, ђи, при чему је њи акценатско а ђи енклитичко (њи поштујемо, поштујемо ђи, обичамо ђи, несмо ђи видели); инстр. њи (с њи се дружимо); лок. њи (оди њи никој ништа не знаје). 
Енклитички облици 3. падежа личних заменица ја, ти, он, ми, ви, они, када стоје иза именица и са њима чине акценатску целину, имају функцију присвојних заменица: брат ми (мој брат), башта ти (твој башта), чича вој, чича њу, чича ву (њен чича), брат ни (наш брат), башта ви (ваш башта), деда им, деда њи (њихов деда). Израз „брат ми“ употребљава се и у функцији вокатива (брате мој). 
У пиротском говору, у циљу истицања, постоји појава удвајања акценатског и енклитичког облика датива и акузатива личних заменица: мен ми се чини, теб ти кажем, мен ми не достиже, тебе ти не претече, мене ме боли, тебе те неје брига, мен ме мајћа за Илију не даде, нас ни никој не пита, вас ви тамо не познавају. Присвојне заменице њен, -а, -о, њени, -е, -а и њезин, -а, -о, њезини, -е, -а имају облике њојан, њојна, њојно, њојни, њојне, њојна: њојан муж, њојна мати, њојно дете, њојни синови, њојне сестре, њојна деца; заменица њихов има облик њин, -а, -о, -и, -е, -а, (њин башта, њина сестра, њино дете). Од присвојних заменица мој, твој, свој у падежној употреби су само дужи, несажети облици: од мојег(а) башту, сас твојег(а) брата, свој својега не рани. Свој може имати и енклитику (башту си убил). 
Показне заменице овај, тај, онај имају ове облике: Овија, тија, онија (муж) оваја, таја, онаја (жена) овова, това, онова (дете) овија, тија, онија (мужје) овеја, теја, онеја (жене) оваја, таја, онаја (деца). Крајњи вокал а у облицима женског и средњег рода може да се изостави (овај жена, овеј жене, тов дете, тај деца), међутим у мушком роду не може се рећи овиј, тиј, ониј човек, човеци. Показне заменице за каквоћу јављају се у овим облицима: оваквија, таквија – теквија, онаквија овакваја, такваја – текваја, онакваја оваквова, таквова – теквова, онаквова оваквија, таквија – теквија, онаквија оваквеја, таквеја – теквеја, онаквеја овакваја, такваја – текваја, онакваја. Показне заменице за количину, уместо књижевних облика оволики, толики, онолики имају локалне: овољћи, тољћи, онољћи оволка, толка, онолка оволко, толко, онолко овољћи, тољћи, онољћи овољће, тољће, онољће оволка, толка, онолка. Именичка заменица ко има облик кој, док се уместо заменице што употребљава какво: кој како може, кој че ми помогне, кој ли чува кој ли се големи, какво работиш, какво има ново. 
Неке придевске заменице имају полуглас у крајњем слогу: какьв, некакьв, свакакьв (пројде некакьв човек); неке су са наставком ј: некој, никој, свакој (никој не знаје, свакој својега брани); код неких долази до испадања или замене гласова: колики – колки – колћи – кољћи, толики – толки – толћи – тољћи (тољћи људи изђинуше); облици неки, сваки гласе нећи, сваћи (сваћи си своју муку знаје); општа заменица све има облик сво, а односно- упитна чије облик чијо (сво му поље овце притиснуле, чијо је оно девојче). 

#### Постпозитивна заменица (члан)
Карактеристична особина пиротског говора која се доследно чува јесте постојање постпозитивног члана (чланске морфеме). То је по пореклу демонстративна заменица -ат (-ьт), -та, -то, -ти, -те, -та која стоји на крају речи и с њом се стапа у једну једину реч: човекат, жената, детето, човецити, женете, децата. Члан се с речју уз коју стоји слаже у роду и броју и даје јој карактер одређености и познатости. Тако, нпр, док реч жена (без члана) казује само општи појам жене, дотле облик жената, са чланом, указује да је реч о одређеној жени, коју говорно лице познаје.
Када члан стоји уз именице мушког рода, он има облик -ат (човекат), а када је уз присвојне заменице, придеве, бројеве или глаголске облике који имају придевску функцију (радни и трпни придеви), и када су све ове речи мушког рода, члан има облик -(и)ти или -(и)јат: мојити или мојијат син, големити или големијат камик, првити или првијат дьн, загорелити или загорелијат леб, сцепенити или сцепенијат џеп.
Члан могу имати:
- именице: кад дојде мужьт ми, зетат ни обрука, запретај огьњат, њивуту продадомо, лозјето обрамо, воловити напојимо, снајете се скараше, децата се заиграше;
- присвојне заменице: мојити (мојијат) син, твојата сестра, његовата кола, нашето село најубаво, вашето куче млого зло, њината кућа најголема, вашата девојчетија како лучетија;
- придеви: старити (старијат) син се ожени, младити (младијат) још неје, малечкото дете ми се разболе, облечи новете дреје, селската деца су подобра;
- бројеви: првити син је у војску, друђити (друђијат) је дома, упрегомо двата коња, двете черће ми се удомише, трећити дьн по Божич, натоваримо двојата кола;
- радни и трпни придеви: загорелити леб, замрзлата река, проћислото млеко ни мачће не тејаше, здуваното грозје врљимо, сцепенете ципеле закрпимо.

Постпозитиван члан стоји уз речи које се мењају по падежима, па се и он заједно с њима мења: окну човекатога, видо бабуту, од мојетог брата, сас твојуту черку се познавамо, сас младотога сина се слагам, од старотог сам дигал руће.

### Придеви
Придеви мушког рода који се у књижевном говору завршавају завршетком -стан губе сугласник т: жалосан, корисан, масан, посан, савесан. Код неких придева у чијој се основи налази меки сугласник и где би требало очекивати наставак -е јавља се наставак тврдих основа, вокал о: говеџо месо, козјо млеко, овчо сирење, шупљо дрво, туџо дете.
Придеви неодређеног вида идентични су са придевима истог вида у књижевном језику (стар, црн). Придеви одређеног вида граде се додавањем постпозитивних заменица (члана) -ити (-ијат), -та, -то за родове у једнини и -ти, -те, -та за родове у множини: старити (старијат) човек, црнити (црнијат) кожув,
убавата жена, големата њива, малечкото дете, јаребастото пиле, селсћити момци, новити опьнци, младете невесте, новете ципеле, трклетата деца, дрвената корита. Придеви се деклинирају као именице и придевске заменице. Када стоје уз именице мушког рода у једнини које казују имена чега живог, осим номинатива, имају само акузатив са наставком -ог(а) којим се изражавају сви остали падежи: ном. добар/добрити (добријат) зет, ген. од доброга/добротога зета, дат. на доброга/добротога зета, акуз. доброг/добротог зета, инстр. сас доброг/добротог зета, лок. оди доброг/добротога зета. 
Компарација придева врши се партикулама по за компаратив и нај за суперлатив: голем, поголем, најголем. 

### Бројеви
Облици бројева једнаки су са облицима у књижевном језику. Разлике постоје само онде где утичу фонетске и морфолошке законитости овога говора (постојање полугласника, секундарно ј, губљење гласова и сл.). 
Облици бројева који су делимично друкчији од књижевних: једьн, четри, шес, једанајес(е) и јединајес(е), дванајес(е), тринајес(е), четрнајес(е), петнајес(е), шеснајес(е), седамнајес(е), осамнајес(е), деветнајес(е), двајес, тријес, четирес, педесе, шесе и шеесе, седамдесе, осамдесе, деведесе, двеста, триста, четри стотин(е), пет (шес, седам, осам, девет) стотин(е), иљадо, две иљаде, пет иљаде, милијон. 
Број један, осим бројног, има и значење неодређене заменице неки: бил једьн цар, пројде једна жена, чул сам од једни пријатељи, степамо се с једна деца. 
Број два за средњи род има облик две: две деца. 
Осим облика први постоји и облик првњи, првња, првњо, првњи, првње, првња: првњо се унуче највише обича, остало вој од првњога мужа. 
Редни број први може се компарирати истим партикулама којим и придеви: попрви је стигал, он је најпрви газда у село. 
За означавање количина од пет до шест употребљава се израз пешес: беоше пешес души, работимо пешес дьна. Од овог облика образују се бројне именице пешесторица и пешестина. 
Уместо облика двадесетак, тридесетак каже се двајестина, тријестина. Од броја иљадо образује се именица иљадница (ни иљадница му неје доста) и глагол иљади (куде одиш да иљадиш, овце ти се иљадиле). 
Збирни бројеви се ретко употребљавају, углавном уз именице које казују што у пару: двоји волови, троја кола, четворе чакшире. 
Поред бројних именица са наставком -ица (петорица), постоје и облици са завршетком -ина: петина, шестина (на петина козји крак). 
Уз бројеве може стојати постпозитивна заменица (члан), која броју и именици уз коју стоји даје карактер одређености и познатости: једното дете умре, а другото вој остаде живо, двете мајће дојдоше, с тројата кола отидоше, у петити ред седоше.

### Глаголи
Глаголи су у пиротском говору као и у књижевном, најразвијенија категорија речи, али је број њихових облика мањи. У њему нема инфинитива, футура другог и глаголског прилога прошлог. Инфинитив се исказује речју да и облицима презента: поче да вика (поче плакати), мора да се једе (мора се јести), сви че да појдемо (сви ћемо поћи). Реч да се често изоставља: можеш (мож) ли се заклнеш (можеш ли се заклети). Презент има наставке књижевног језика (м, ш, мо, те, у или е).
Аорист је у пиротском говору у широкој употреби. Иако му је главна функција да од свршених глагола казује свршене радње, он се може градити и од несвршених. Његови се облици разликују од књижевних што на крају 1. лица једнине немају сугласник -х, а у 1. лицу множине уместо наставка -смо имају
наставак -мо. Остала лица једнака су са књижевним: набра, набра, набра, набрамо, набрасте, набраше; седо, седе, седе, седомо, седосте, седоше; врљи, врљи, врљи, врљимо, врљисте, врљише; чу, чу, чу, чумо, чусте, чуше. 
Имперфекат се у овом говору употребљава чешће него у књижевном. Гради се од пуне или окрњене презентске основе имперфективних глагола наставцима -о, -ше, -ше, -омо, -осте, -оше, с тим што је наставак -ше у 3. лицу множине аориског порекла (уместо -ху): ткајео, ткајеше, ткајеше, ткајеомо, ткајеосте, ткајеоше; збирао, збираше, збираше, збираомо, збираосте, збираоше; кад пуче, ја таман ручао; седеомо пред врата. 
Перфекат се разликује од стандардног облика само у мушком роду радног придева у једнини, где је крајње л остало непретворено у о: бил је голем газда, несьм козе пасал, него сам школу учил. Може бити без помоћног глагола: пристал деда узговеда, тупанат бил голем, ама празан.
Плусквамперфекат се гради од имперфекта помоћног глагола будем и радног глаголског придева који је у мушком роду једнине са невокализованим крајњим сугласником -л: бео пошьл на време, Нишава беше дотекла, беомо се споразумели, беосте ли стигли. Футур је састављен од енклитичког облика че (3. лице једнине презента помоћног глагола очу) и презента глагола који се мења: че платим, че платиш, че плати, че платимо, че платите, че плате. Може бити и са везником да, али је чешће без њега: че да плате, када че идеш у село, најесен че (да) га женимо, он че (да) те испрати.
Потенцијал, као облик којим се исказује могућност вршења или извршења радње, гради се од енклитике би аориста помоћног глагола будем и радног глаголског придева: ја би носил, ти би носил, он би носил, ми би носили, ви би носили, они би носили. Кад би сваћи дьн била коледа, деца не би пасла говеда. И боса би по њега пошла. 
Радни глаголски придев има у мушком роду једнине крајње некадашње л незамењено вокалом о: обичал, скутал, видел, олечил, врнул, зденул, могьл, рекьл, допрл, умрл. Од помоћног глагола очу (хоћу), радни придев гласи: тел, тела, тело, тели, теле, тела. Ја сам тел, а они несу тели.
Не постоје три глаголска облика: инфинитив, футур други и глаголски прилог прошли. 

### Прилози
Прилози се у основи слажу са стањем у говорима других крајева нашег језика али има доста и локалних облика. 
По значењу могу бити: 
- Прилози за време: дьньска, дьньсће, дочас (мало касније), једньг (одмах, сместа), једноман (често, сваки час), јутре (сутра), зајутре (прекосутра), јучер, јучерка (јуче), зајучер (прекјуче), кночи (довече), ночњам (ноћу), надокрајћу (најзад, на крају), напред (раније, некада – напред се подобро живело), њекња (ономад, пре неки дан), оточ, оточка, оточће (мало пре), оцутра, одоцутра (јутрос), отьг (отада), ночту (те ноћи), сьг, сьга (сад), тьга (тада), суноч (сву ноћ), синочка, синочће (синоћ), ньчьс, ньчьска, ньчьсће (ноћас), стьвнин (за мрака).
- Прилози за место: дека (где, куда), дотука (довде), однадвор (споља, са спољне стране), изоздол (одоздо), изозгор (одозго), назем-и (на земљи), одек-а (одакле), одовдек-а (одовде), суде (свуда), тудев-а, тудек-а (ту, ту негде), тув-а, тук-а (ту). Прилог куде може значити где и куда: куде си бил, куде идеш. Додавањем префикса добија и друкчија значења: откуде (одакле), докуде (докле), накуде (куда, у ком правцу), куде-куде (кудикамо: они су куде-куде побогати оди нас); варај-куде има именичко значење: туђина, даљина, непознат крај (дошьл је од варај-куде).
- Прилози за начин: додумно (споразумно, договором), другако (друкчије), бабачко (добро, много, како ваља: наједомо се бабачко), испольк (тихо, полако) жмичћи (жмурећке), крадечћи, крадачком (крадом), млком (ћутке, нечујно: влк млком дави), навиле (узалуд: навиле ти лепотија), наједнуш (наједном), напоречћи (попреко, мргодно), намањьк (мало, недовољно), накуп (скупа, заједно), надве-натри (површно, на брзину, збрда-здола), усуле (у поверењу, у четири ока, насамо), срчено (брзо), поуме (напамет, по свом знању: ја си тов работим поуме), нааће (веома добро, најбоље), најпрво (најпре), једноолчек (врло мало), сасве (сасвим, потпуно), најаве (јавно, отворено: они си това најаве работе), па (опет, поново: па че дојде), џумле (скупа, заједно, у гомили).

Прилози могу потицати од именица: дьњу, ночу, оцутра, јутре, суноч, летоска, пролети, крстато; од придева: добре, лько, жално; од бројева: једнуш, дваш, одве (двоструко), отри (троструко), надве (на два дела), другош (другом приликом, други пут); од глагола: крадачћи (крадом), лежечћи, седечћи, млчечћи (ћутке), трчечком (трчећи). 
Постоји знатан број прилога турског порекла: алалем (по свој прилици, вероватно), алис (сасвим, потпуно), аметом (сасвим, потпуно), арне (добро, лепо), асли (слично), белћим (можда, ваљда), гоџа (много), зорле (силом, једва), разђеле (случајно), санћим (тобож, бајаги) терсене (грубо, набусито), диптен (сасвим, потпуно), дибидус, диптен-дибидус (потпуно, сасвим). 
Прилози се могу поредити партикулом по за компаратив и нај за суперлатив: добре – подобре – најдобре; гоџа – погоџа – најгоџа, льсно – польсно – најльсно, рано – порано – најрано, после – попосле – најпосле, напред – понапред – најнапред.

### Предлози
Употреба предлога у пиротском говору, због његове аналитичке деклинације, чешћа је него у књижевном језику. 
Предлог врз значи преко, изнад, поврх: натрпано једно врз друго, врз питу и погачу тражи. През значи преко: удари га през образ, през ноч. Предлог са јавља се у три облика: с, сьс, сас (с козу на орање, сьс прс у нос, сас комшије добро, сас комшиће подобро). 
Кьм, кьмто, значи ка, према, у правцу (отиде кьмто село, ајде, жене, кьмто мене, врти коло кьмто баћу). Додавањем префикса добијају се облици: накьмто (ка, у правцу), откьмто (из правца): идем накьмто Ниш, Нишава тече откьмто Суково, ћиша дооди откьмто Комарицу. 
Реч куде, поред прилошког значења где и куда, има значење и предлога код (куде мос, куде стару цркву) и око, около (ручамо куде пладне, врчају се из печалбу куде Митров дьн). 
Предлог покре значи поред, покрај (покре суво и сирово гори, пројде покре мене како покре турско гробиште) и око (че се видимо покре Божич, шушњем нешто покре кућу). Спротив, супротив значи насупрот: седи спротив мене, има кућу супротив нашу. 
Неки предлози могу имати на свом крају вокал и када стоје испред речи које почињу сугласником или када се завршавају истим или сродним сугласником којим почиње реч уз коју стоје: преди капију, нади село, оди студ, зади врата, узи суво и сирово гори, бези зуби, изи Завој, оди дете је такьв, поди дрво седи. 
Предлози се, као и придеви, могу поредити партикулама по и нај: на крај, по на крај, нај на крај, уз кућу, по уз кућу, нај уз кућу.

### Везници
Везници имају неке мање особености у односу на књижевне облике. 
Уместо везника али употребљава се облик ама: заиграл би ама ме нога боли, све су убаве ама она је најубава. Везник као замењује се обликом како: стар човек је како малечко дете, вредан како кртица, гледа како поганац из рупу. Уместо те, често се употребљава та: удари га, та га осакати. 
Раставни везник или-или има два облика: јал(и)-јал(и), ел(и)- ел(и): јал риба делена, јал брада скубена, ели њу ели ни једну другу. Везник дек(а), постао од прилога гдека, осим прилошког значења где и куда (дека си бил, дека идеш) има и значење везника да (видим дека сам крив, несьм знал дека је твоје дете) и везника јер (не работи дека је болан, несу ме школовали дека смо били сиротиња). 
У облицима будућег времена, уз облике нема и немој, уз глаголе који значе почетак радње и уз неке друге, везник да се често изоставља: какво че работиш, кој че га носи, нема га увати, нема се карамо, немој се врчаш, немој га бијеш, почеше се спремају, поче га боли, вануше се бију, нечу га узнем.

### Узвици
Узвици, као поједини гласови, скупови гласова или речи којима се изражавају лична осећања и расположења, подражавају звуци из природе или вабе и терају животиње, исти су или слични с узвицима устаљеним у другим нашим подручјима. 
По који изузетак ипак постоји. Тако, на пример, за изражавање осећања (страха, туге, жалости, изненађења) чест је узвик леле или лелће, често спојен са именицом: леле Боже, лелће нанће, леле Недо ћиша иде; леле, леле какьв убав човек пођину, лелће Бошће какво се чудо направи. Узвик мале значи јао, куку, леле: мале, мале колко се народ поквари. 
Звуцима из природе одговарају скупови гласова (бьц, жьц, зьц, жврц, тлц, цьк, зврц, чук, чьп, пљус), који служе и као основа за грађење речи (бьцнем, жьцнем, тлцнем, чукнем). 
За вабљење и терање животиња чују се: ајс (за волове), р-ја (за овце), ош и гудр-гудр (за свиње), пи-пи, пили-пили (за пилиће), тьк-тьк, тька-тька, тькь-тькь (за кокоши), вит-вит, вити-вити (за голубове).

### Речце, партикуле
Показне речце ево, ето, ено јављају се у облику еве, ете, ене: еве ти паре, ене ти кола, па иди; ете ви вашето убавило. Када стоје на почетку групе речи или реченице, речце еве, ете могу бити без почетног самогласника: ве га иде, те тов сам тражил, те га. Речца еј може имати и значење речце ено: еј га, еј онија ми се допада, еј онија проклетија. Упитно је ли да, је л´ да исказује се облицима ели, лели, ли: ели си и ти бил, ели ме обичаш, лели рече да че дојдеш, ли ми обећа, ли га познаваш.
Сложена упитна речца не ли (нели), добивена сажимањем од неје ли, служи као упитно је ли да, је л´ да: нели ти реко, нели смо роднина. Речца епа, после питања, служи као потврдан одговор: Ели си га видел? – Епа! Облик јесје значи да, јесте: јесје и он бил. Турцизам јок је негација: Познаваш ли га? – Јок. Па има значење прилога опет, поново: па че дојдем, па че понавља.
Може би се употребљава у значењу можда (може би да је и он крив), а чинимисће значи изгледа, по свој прилици (чинимисће да че буде работа). Ешто значи зашто (ешто питаш, ешто си дошьл) а јега можда, ваљда (јега се опамети, јега и мене огреје слнце).
Речца ја може служити за подстицање у значењу хајде, деде (ја ми помогни малко), за показивање у значењу ено (ја га иде, ја га башта ми) и за скретање пажње у значењу гле, гледај (ја га како иде, ја га какьв је).
За обраћање мушком лицу уобичајена је речца бре или бе, а женском мори и моме (и ти ли ме, бре, изневери; бре, не арчи паре; а бе, какво работиш; а мори, че дојдеш ли на седенћу; немој се, мори, мучиш; можеш ли, моме, да ми помогнеш).
Партикуле, као појединачни гласови или једносложне речи без сопственог значења и самосталне употребе, у овом говору су у знатној употреби. Оне се, без особите потребе, додају другим речима, углавном прилозима и показним заменицама, не утичући при томе на промену њиховог значења.
Најчешће партикуле ове врсте су:
- в, ва: овдев – овдева, ондев – ондева, тув – тува, тов – това, тудев – тудева;
- ј, ја: тьгај – тьгаја (тада), овија (овај, ови), тија (тај, ти), онија (онај, они), теј – теја (те), онеј – онеја (оне), оваквај – овакваја (оваква);
- к, ка, ке (при чему ке прелази у ће): дека (гдека), овдек – овдека, тук – тука, оточка, оздолка, дьньска – дьньске – дьньсће, летоска – летоске – летосће, зимуска – зимуске – зимусће, синочка – синочке – синочће;
- м: вечем (већ), божем (тобож), бајађим (бајаги), тићем (тек), барем (бар), вишем (више);
- р, ра, ре: јучер – јучера, довечер, озгор – озгоре;
- ш: једнуш (једном, једанпут), дваш (двапут), триш, (трипут), другош (другом приликом, други пут), одједнуш (одједном), ниједнуш (ниједном).

Постоји појава удвостручавања партикула: јуче-р-ка, озго-рка, вече-м-ка, боже-м-ка, више-м-ка, тиће-м-ка, једнуш-ка, одједнуш-ка.